# Universidade Nacional de Seul
A Universidade Nacional de Seul (SNU, sigla para o nome em inglês:  Seoul National University; hangul: 서울대학교; hanja: 서울大學校; rr: Seoul Daehakgyo, informalmente Seouldae) é uma universidade nacional cujo campus principal situa-se em Seul, capital da Coreia do Sul. Fundada em 1946, a Universidade Nacional de Seul é um membro informal do grupo SKY, sendo considerada a universidade de maior prestígio do país, e capaz de influenciar o mundo político e de negócios da Coreia do Sul através de seus ex-alunos. Composta de dezesseis faculdades e dez escolas de pós-graduação, que oferecem 83 programas de graduação e 99 programas de pós-graduação em cinco áreas de estudos, a universidade possui três campi: o campus principal em Gwanak-gu, e dois campi adicionais em Daehangno e Pyeongchang.

## História
Foi fundada em 22 de agosto de 1946 ao se unir com outras dez escolas que se encontravam na área de Seul.
- Universidade de Gyeongseong (Gyeongseong Daehak, 경성대학)
- Faculdade de Direito de Gyeongseong (Gyeongseong Beobhak Jeonmunhakgyo, 경성법학전문학교)
- Faculdade Industrial de Gyeongseong (Gyeongseong Gongeob Jeonmunhakgyo, 경성공업전문학교)
- Faculdade de Mineração de Gyeongseong (Gyeongseong Gwangsan Jeonmunhakgyo, 경성광산전문학교)
- Faculdade Médica de Gyeongseong (Gyeongseong Euihak Jeonmunhakgyo, 경성의학전문학교)
- Faculdade de Agricultura de Suwon (Suwon Nongnim Jeonmunhakgyo, 수원농림전문학교)
- Faculdade de Negócios de Gyeongseong (Gyeongseong Gyeongje Jeonmunhakgyo, 경성경제전문학교)
- Faculdade de Odontologia de Gyeongseong (Gyeongseong Chigwa Euihak Jeonmunhakgyo, 경성치과의학전문학교)
- Faculdade de Educação de Gyeongseong (Gyeongseong Sabeomhakgyo, 경성사범학교)
- Faculdade de Educação para mujeres de Gyeongseong (Gyeongseong Yeoja Sabeomhakgyo, 경성여자사범학교)

## Faculdades da universidade
| - Faculdade de Humanas - Faculdade de Ciências Sociais - Faculdade de Medicina Veterinária - Faculdade de Letras - Faculdade de Administração de empresas - Faculdade de Ecologia Humana - Faculdade de Ciências naturais - Faculdade de Agricultura e Ciências da vida - Faculdade de Farmácia - Faculdade de Medicina - Faculdade de Enfermagem - Faculdade de Engenharia - Faculdade de Belas artes - Faculdade de Musica - Faculdade de Estudos liberais | - Pós Graduação - Graduate School of Convergence Science & Technology - Graduate School of Dentistry - Graduate School of Environmental Studies - Graduate School of International Studies - Graduate School of Public Administration - Graduate School of Public Health - Faculdade de Direito - Faculdade de Medicina |